# Mortelbach (Flöha)
Der Mortelbach ist ein rechter Nebenfluss der Flöha. Er entspringt südlich der Stadt Sayda im Landkreis Mittelsachsen und mündet nach rund 5,6 Kilometern im Heiderdorfer Ortsteil Niederseiffenbach im Erzgebirgskreis in die Flöha. Der Mortelbach durchfließt das gleichnamige, bis zu 100 Meter tiefe Kerbsohlental.

## Schreibweise und Namensherkunft
Für den Namen des Gewässers sowie des nach ihm benannten Mortelgrund sind auch die Schreibweisen "mǫrdlgrund", "Mörtelgrund" sowie "Martelgrund" historisch belegt. Die Herkunft des Namens führte der Saydaer Kantor und Heimatforscher Max Rennau auf eine mittelhochdeutsche Beschreibung des "hurtig und rasch" fließenden Baches zurück. Das Ortsnamenbuch von Sachsen hingegen führt den Namen auf die Mortelmühle im Tal und die frühneuhochdeutschen Variationen für das Wort "Mörtel" (Morter, Mortel) des gleichnamigen Baustoffes zurück. So wird insbesondere der mittlere Teil des Tals mit der Mortelmühle, der gleichnamigen Siedlung und dem angeschlossenen Seitental auch als Mortelgrund bezeichnet.

## Verlauf und Hydrografie
Der Mortelbach entspringt rund 300 Meter südlich der Bebauungsgrenze der Stadt Sayda. Das Einzugsgebiet umfasst rund 13,3 Quadratkilometer. Es wird im Norden durch die Saydaer Höhe, im Osten durch die König-Friedrich-August-Höhe und im Westen durch den Hexenberg und Granitzhübel begrenzt. Der Mortelbach bildet ein bis zu 100 Meter tiefes Kerbsohlental und mündet nach rund 5,6 Kilometern im Heidersdorfer Ortsteil Niederseiffenbach in die Flöha. Während seines stets nach Süden ausgerichteten Verlaufs erhält das Gewässer mehrere Zuläufe kleinerer Bäche.
In Karten des 18. und 19. Jahrhunderts wurde der erste Abschnitt des Gewässers bis zur Mortelmühle als Langes Wasser bezeichnet und als Nebenstrom angegeben, während ein Zufluss auf dieser Höhe als Hauptstrom und somit Mortelbach gewertet wurde. In modernen hydrologischen Karten ist sowohl die Wertung wie auch die Bezeichnung der Gewässer umgedreht.

## Flora und Fauna

### Flora
Die Talhänge des Mortelbachs werden von einem hochstehenden Fichtenwald (Picea) geprägt. An einzelnen Stellen sind Bestände von Buchen (Fagus) vorhanden. Besonders in den Uferbereichen des Mortelbachs und seiner Zuläufe sind Birken (Betula) und Erlen (Alnus) zu finden.
Teile der Talsohle werden durch Feuchtwiesen mit Mädesüß (Filipendula), Sumpf-Vergissmeinnicht (Myosotis scorpioides), Sumpf-Kratzdistel (Cirsium palustre) und Schlangen-Knöterich (Bistorta officinalis) geprägt. In einigen Bereichen haben sich Teile eines Moores mit Seggen (Carex) und Rasenbinsen (Trichophorum) erhalten.
Im Bereich der künstlich angelegten Schwemmteiche und ehemaligen Fischteiche finden sich Schilfrohr (Phragmites australis), Rohrkolben (Typha spec.), Kalmus (Acorus calamus) und Schwanenblume (Butomus umbellatus). Auf und an den Gewässern sind Schwimmendes Laichkraut (Potamogeton natans), Sumpf-Wasserstern (Callitriche palustris) und die Kleine Wasserlinse (Lemna minor) zu finden.

### Fauna
Der Wald des Mortelbachtals bietet dem Rothirsch (Cervus elaphus), Wildschwein (Sus scrofa), Hasen (Lepsus) und Rotfuchs (Vulpes vulpes) einen Lebensraum. Im Röricht finden sich Rohrsänger-Arten und Graureiher (Ardea cinerea). Die Sumpf- und Unterwasserzonen sind Laichplatz und Larvenhabitat verschiedener Fisch- und Amphibienarten sowie Lebensraum zahlreicher Wirbelloser.

### Naturschutz
Mehrere Schwemmteiche in einem Seitental des Mortelbachtals besitzen seit dem 11. Juni 1997 den Status eines Naturdenkmals. Die direkten Tallagen des Grunds und seiner Zuflüsse bilden die zweite Teilfläche des Flora-Fauna-Habitats Flöhatal. Der Schutzstatus des Areals wurde am 31. Januar 2011 ausgewiesen. Zudem sind mehrere Biotopen im Tal des Mortelbachs und seiner Zuläufe ausgewiesen. Ein Verfahren zur Einrichtung eines Landschaftsschutzgebietes im Bereich des Mortelgrundes ist befindet sich seit 2021 in der Umsetzung.

## Geschichte

### Besiedlung
Die Region um Sayda zählte zu einer der wichtigsten Passstraßen über den Erzgebirgskamm. Urkundlich erwähnt wird die Stadt erstmals 1207. Da in diesem Zeugnis den Mönchen des Klosters Ossegg darin der zehnte Teil der Zolleinnahmen Saydas zugesprochen wird, muss eine Besiedlung bereits vorher stattgefunden haben. Bereits wenig später soll die Suche nach Erzen im Mortelbachtal begonnen haben. Mit dem Bergbau ist auch der Beginn der Besiedlung anzusetzen. Die so entstandene Siedlung im Mortelgrund gehörte jedoch zunächst zu Heidersdorf und wurde am 14. Juli 1925 nach Sayda eingemeindet.

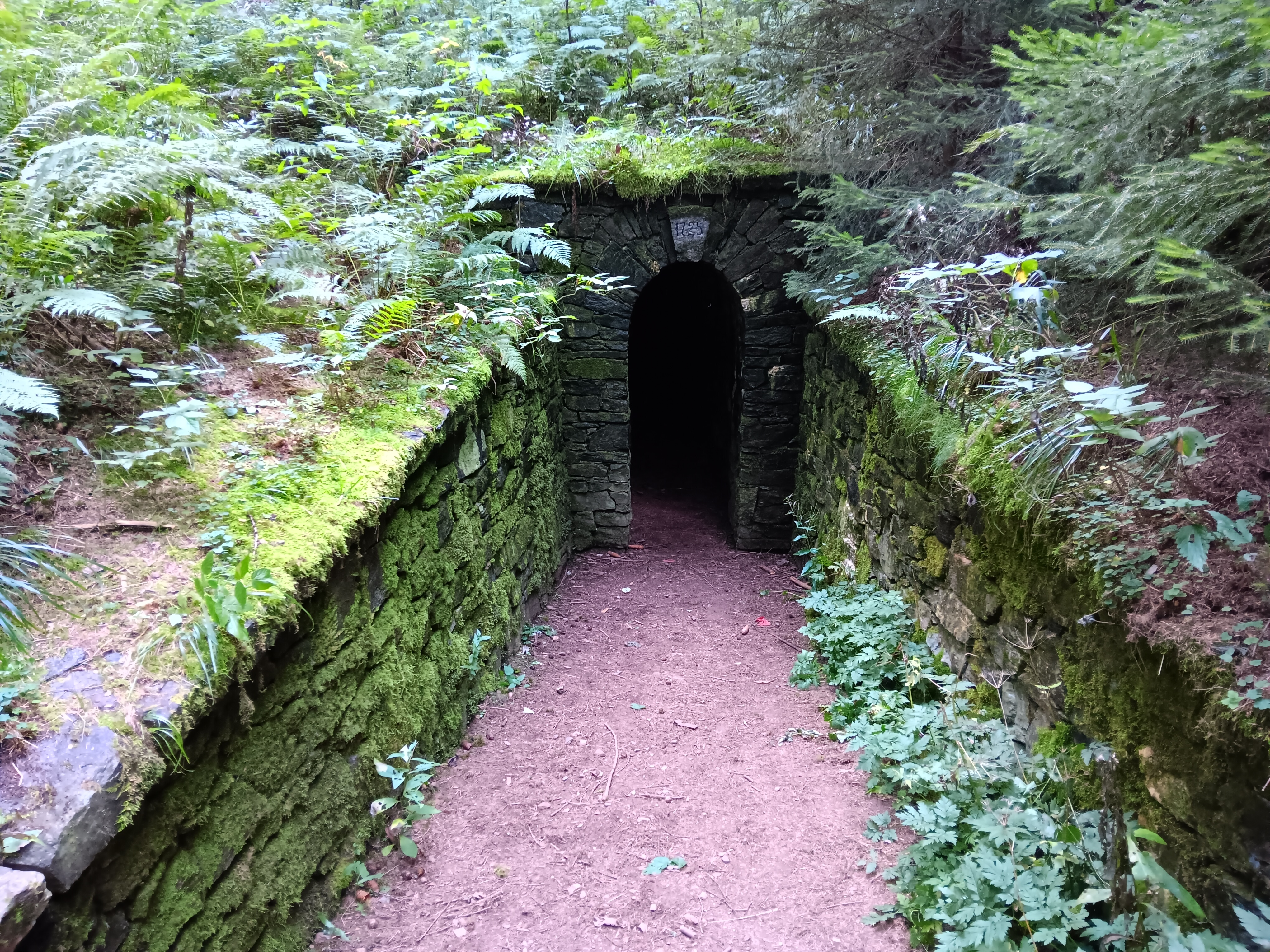
Mundloch des Michaelisstollens im Mortelgrund.

### Bergbau im Mortelbachtal
Die erste urkundliche Erwähnung des Bergbaus im mittleren Mortelbachtal geht auf das Jahr 1400 zurück. Als wichtigste Zeche wurde 1512 die Eschig Fundgrube an den Bergbauunternehmer Jacob Gerstenberger verliehen. 1518 wurde die Sankt Anna Fundgrube an das Augsburger Handelshaus der Welser verliehen. Für das Jahr 1614 ist die Existenz eines Radkunstzeugs belegt, das bis zu 13 Pumpensätze antrieb. Dies entspricht einer Teufe von 100 bis 130 Metern. Abgebaut wurden in dieser zeitigen Periode vor allem Schwarzkupfer mit einem Silbergehalt von 0,2 bis 0,5 Prozent. Das Erz wurde zunächst in einer vor Ort errichteten Hütte geschmolzen und danach in der Grünthaler Hütte bei Olbernhau gesteigert.

Nachdem der Bergbau im Verlauf des Dreißigjährigen Krieges zum Erliegen gekommen war, folgte ab 1697 ein Aufschwung. Im Jahr 1771 wurden die Zechen zum Grubenfeld Altväter Erbstolln samt Eschig vereinigt. Die Ausbeute nahm jedoch im Verlauf der nächsten Jahrzehnte ab. Am 13. April 1836 wurden die Gruben durch den Schichtmeister Friedrich Franke losgesagt und ins Bergfreie übergeben. Im mittleren Mortelbachtal sind die Spuren des Altbergbaus noch heute anhand zahlreicher Pingen und Halden deutlich zu erkennen. Das Stollenmundloch des Michaelisstollens wurde 1997 von der Stadt Sayda saniert. Der Stollen kann auf einer Strecke von rund acht Meter frei befahren werden und ist danach verwahrt.

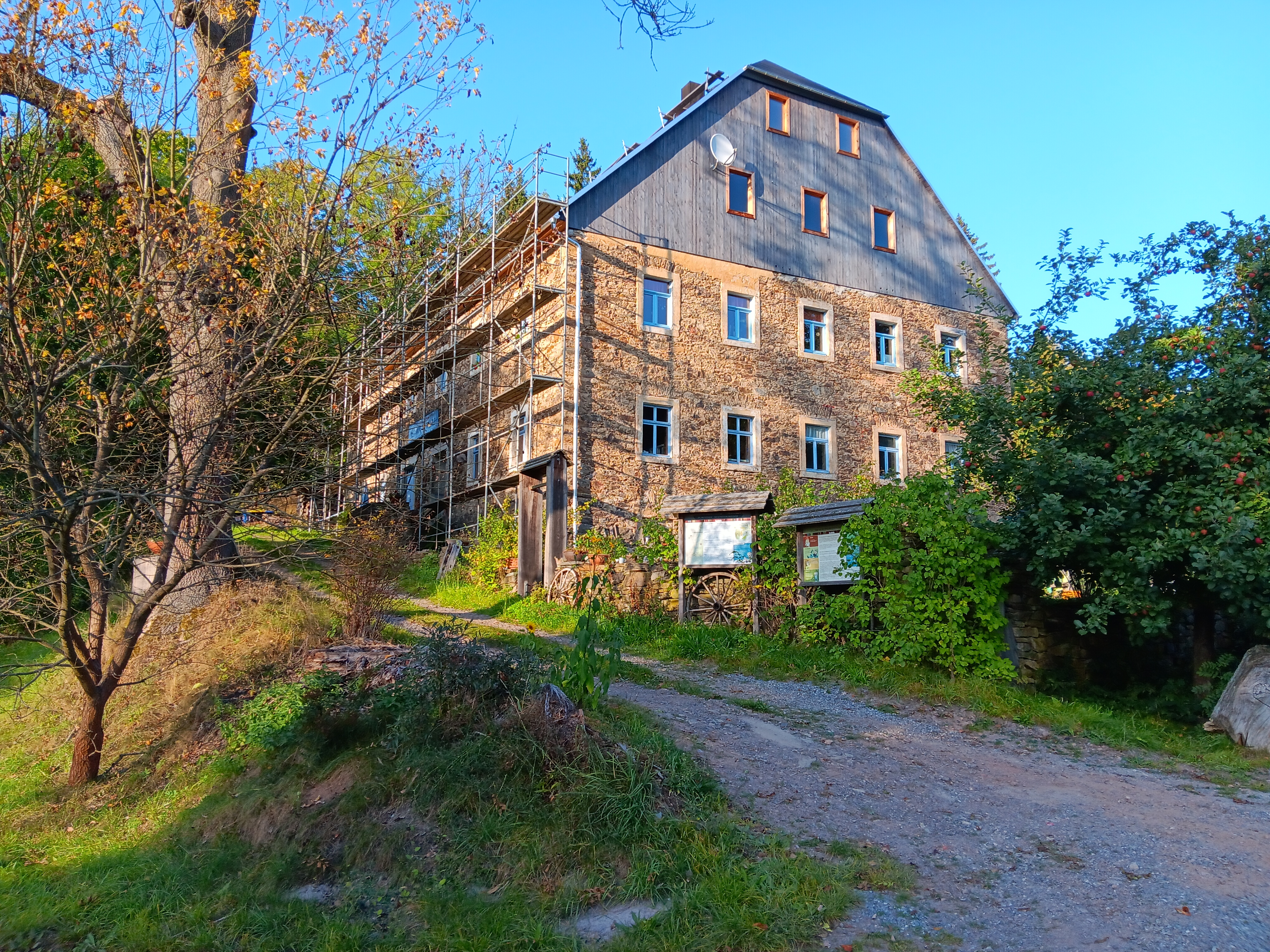
Die Mortelmühle im Mortelgrund.

### Mortelmühle
Die Mortelmühle ist das älteste historisch belegte Gebäude im Mortelgrund. Seit dem 14. Jahrhundert gehörte sie zum Besitz der Schönbergschen Linie auf Purschenstein und war die größte Mühle in der Herrschaft. Die Innungsordnung der Saydaer Bäcker aus dem Jahr 1443 legte fest, dass alle Bauern im Umkreis einer Meile ihr Mehl im Mortelgrund zu mahlen hatten. 1639 wurde der Mahlzwang erneuert.
Die Mühle besaß bereits im 16. Jahrhundert sechs Mahlgänge und zog das zum Betrieb notwendige Aufschlagwasser aus zwei Kunstgräben. 1772 wurde die Mühle zunächst verpachtete. 1784 verkaufte Adam Rudolph von Schönberg das Gebäude an Johann Christian Eilenberger.
Um 1800 wurde das Gebäude zu einer Brettmühle umgebaut. Später kamen eine Tischlerei und Drechslerei hinzu. 1912 wurde das rund zehn Meter große Mühlrad durch eine Francisturbine zur Stromerzeugung ersetzt. 1875 erhielt der Besitzer eine Schanklizenz und richtete eine Schankwirtschaft in der Mortelmühle ein. Im 20. Jahrhundert verfiel das Gebäude. 2000 wurde die Mühle gesichert.

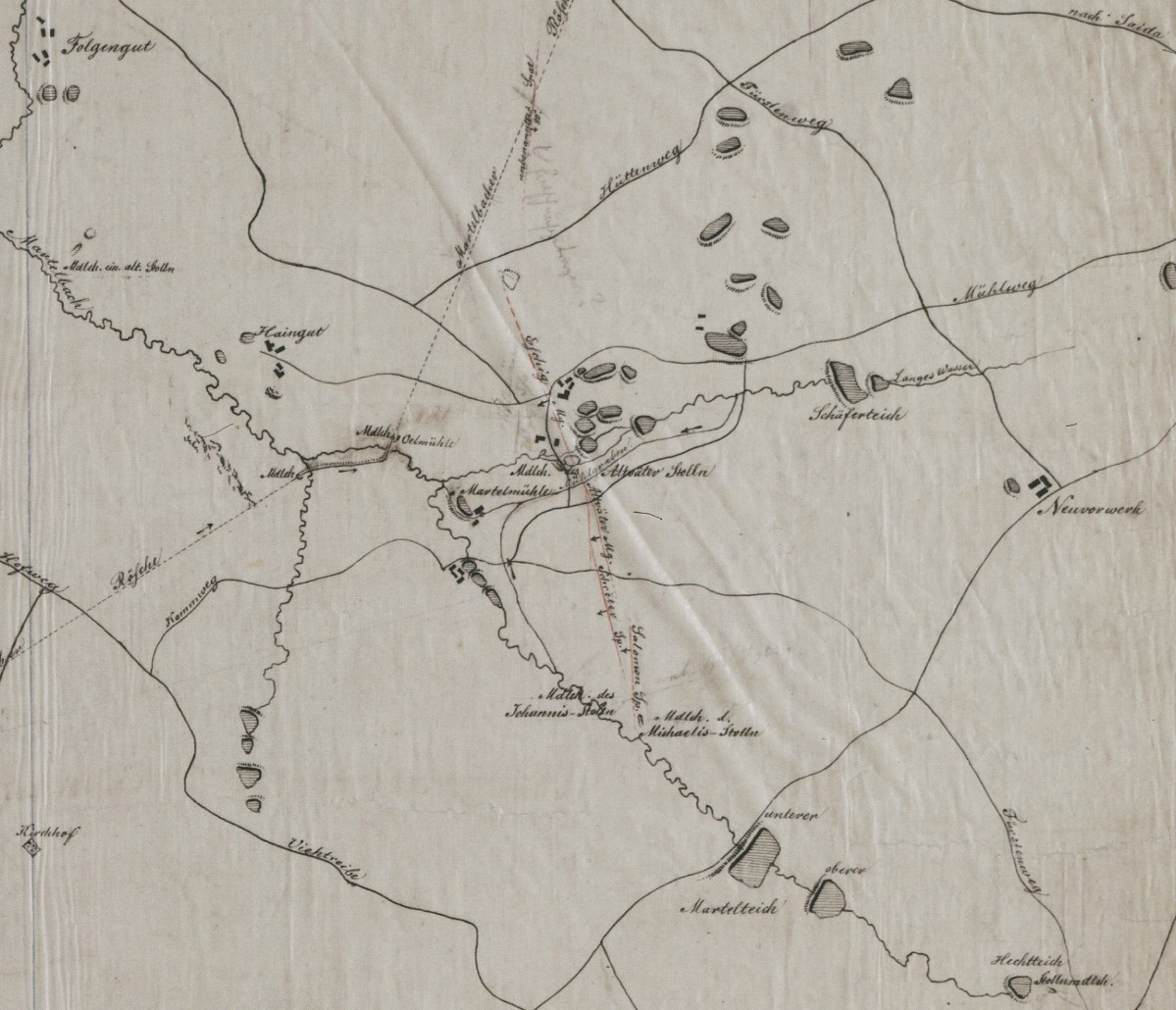
Eine um 1850 entstandene, nicht genordete Karte des mittleren Mortelbachtals, auch genannt Mortelgrund.

### Weitere historische Gebäude
Neben der Mortelmühle sind weitere Mühlen im Mortelbachtal belegt, die jedoch heute nicht mehr existieren. Auf historischen Karten des 18. Jahrhunderts werden eine Öl- und Walkmühle, eine Graupenmühle und eine Brettmühle genannt. Diese Mühlen befanden sich zeitweise im Besitz eines Christian Friedrich Hiemann, der im Mortelgrund auch ein Gut, das Hahn- oder auch Haynegut, unterhielt. Nach Hiemanns Tod wurden die Mühlen 1840 versteigert. Im ehemaligen Gut befindet sich seit 1926 eine Jugendherberge.
Auf halber Strecke zwischen der Mortelmühle und Heidersdorf bestanden seit Beginn des 17. Jahrhunderts zwei Wirtschaften mit dem Namen Die Folge. Um 1650 kaufte der erste in Heidersdorf belegte Schulmeister und Vormeister der Saydaer Schneiderinnung, Caspar Schneider, die Güter. Sie blieben bis 1852 im Besitz der Familie. 1902 brannte eines der Gebäude ab. Das zweite Gut wurde im selben Jahr abgerissen. Am Ort der ehemaligen Wirtschaften befindet sich heute ein Rastplatz.

## Erschließung

### Verkehr
Durch das Mortelbachtal verläuft die Staatsstraße 212. Sie verbindet die Stadt Sayda mit dem Heidersdorfer Ortsteil Niederseiffenbach. Die auf der westlichen Wasserscheide über das Vorwerk Maschine verlaufende Alte Heidersdorfer Straße verbindet den gleichnamigen Ort ebenfalls mit der Stadt Sayda. Im östlichen Teil des Tals verläuft mit der Staatsstraße 207 eine Verbindungsstraße zwischen Sayda und Neuhausen.

### Kunstgrabensystem

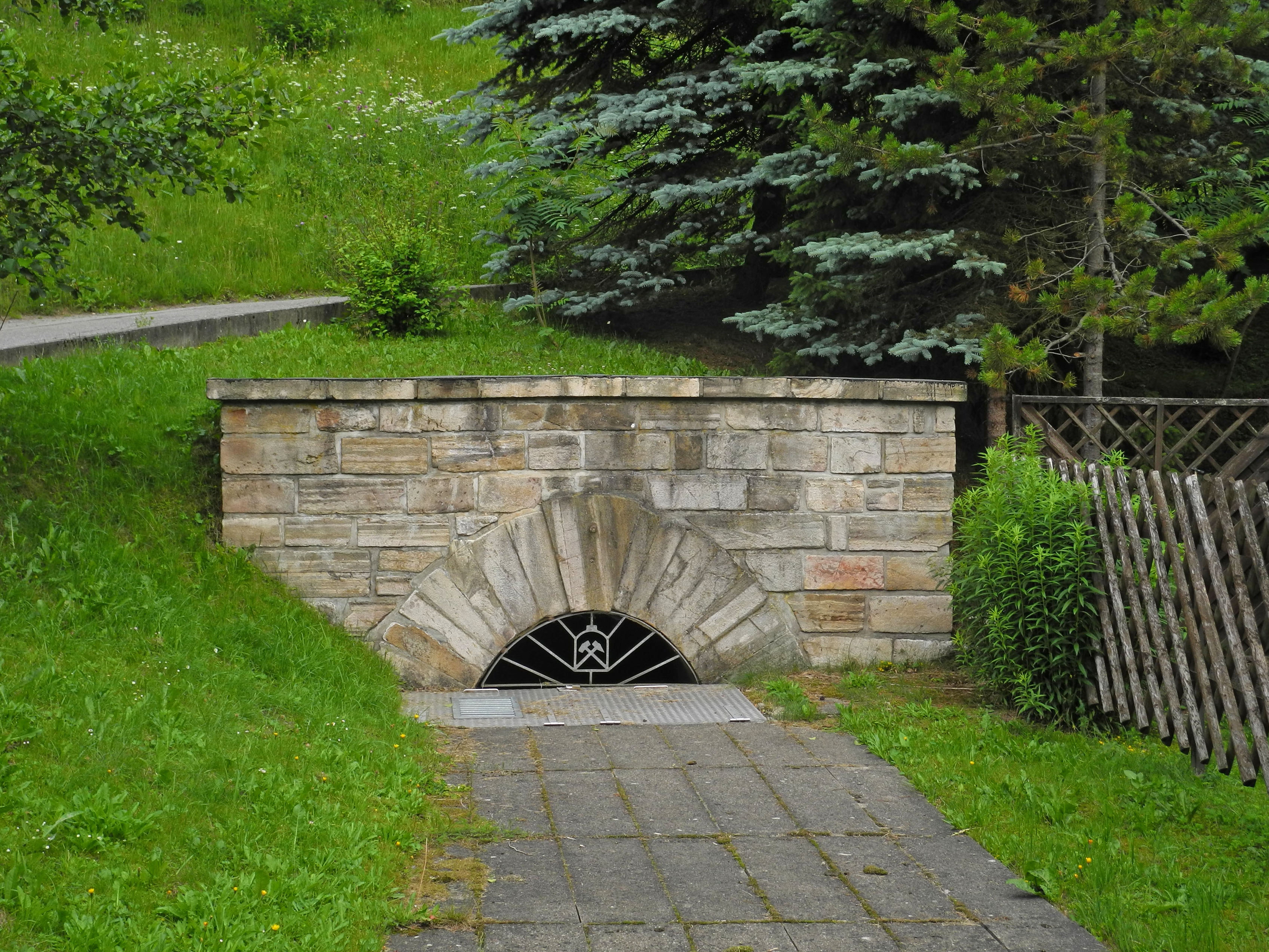
Östliches Mundloch der Rösche nach Dittersbach.

Das Mortelbachtal wird von Ost nach West von einem Kunstgraben gekreuzt, der im 19. Jahrhundert zur Versorgung des Freiberger Reviers mit Aufschlagwasser angelegt wurde. Die für den Bau zuständige Kommission wurde am 29. April 1786 vom sächsischen König Friedrich August III. (Sachsen) berufen. Die Region um Sayda war auf Grund von Wasserknappheit zunächst nicht mit in die Planung der Kommission einbezogen worden. Erst am 1. November 1826 wurde ein Stollen der Grube Altväter der Kommission vertraglich für den Bau einer Wasserrösche übereignet. Am Vorwerk Maschine wurde ein Lichtloch angelegt, um den Bau im Gegenortbetrieb vorantreiben zu können. Ab 1847 kam zur Bewetterung eine Dampfmaschine zum Einsatz. 1853 erfolgte der Durchschlag der insgesamt 3054 Meter langen Rösche.
Auf der östlichen Gegenseite des Mortelbachtals wurde ab 1847 mit dem Bau einer weiteren, insgesamt 1563 Meter langen Rösche begonnen. Im Tal der Mortelbach wurde beide Röschen mit einem 289 Meter langen Kunstgraben verbunden. Nach erfolgreichen Durchschlag der zweiten Rösche konnte die Kommission das Grabensystem 1857 an die freibergische Revierwasserlaufanstalt übergeben. Das System ist noch heute für die Wasserversorgung Freibergs intakt.

### Wirtschaftliche Nutzung
Die oberen Hanglagen des Tal der Mortelbachs werden landwirtschaftlich, die Wälder eingeschränkt forstwirtschaftlich genutzt. Im Mortelgrund bestand eine Fischzucht, die mittlerweile aufgegeben wurde.

### Tourismus
Im Tal des Mortelbachs betreibt die Stadt Sayda während der Wintermonate einen Skilift. Eine um 1949 gebaute Sprungschanze für den Skisport wurde nach wenigen Jahren wieder abgerissen. Mehrere Wanderwege durchziehen das Tal, das zudem an das Fernwanderwegnetz angeschlossen ist. Ein Lehrpfad mit mehreren Tafeln gibt Auskunft über die Geschichte des Bergbaus sowie die örtliche Flora und Fauna. Im Tal des Mortelbachs gibt es eine Jugendherberge und ein Begegnungszentrum.